# Reliant Ant
Der  Reliant Ant, auch Reliant TW9 genannt, ist ein kleiner dreirädriger Lieferwagen, der von der Reliant Motor Company in Tamworth (England) von 1967 bis 1987 als Nachfolger der Nutzfahrzeugversionen des Regal gebaut wurde.
Wie seine Vorgänger besaß der Ant ein Leiterrahmenchassis aus Rechteckrohren. Vorne, hinter dem einzelnen Vorderrad, war ein Vierzylinder-Reihenmotor mit 700 cm³ Hubraum eingebaut, der eine Leistung von 27,5 bhp (20 kW) abgab. Über Motor und Vorderrad saß die Fahrerkabine aus GFK mit aerodynamisch-schräger Front und Rundscheinwerfern, die zwei Personen Platz bot. Angetrieben wurden die Hinterräder. Die Höchstgeschwindigkeit lag bei 86,5 km/h und der Benzinverbrauch bei 8,1 l / 100 km.
Die linksgelenkten Versionen hatten eine Nutzlast von 10 cwt (500 kg) und waren vorwiegend für Kunden im Mittelmeerraum gedacht. Allein der griechische Partner MEBEA bestellte anfangs gleich 250 Exemplare. Für Großbritannien war die rechtsgelenkte Version gedacht, deren Nutzlast von 16 cwt (800 kg) dem kleinen Motor sehr viel abverlangte. Zielgruppe waren vor allen Dingen Kommunalbetriebe, und so gab es auch viele auf deren Zwecke abgestimmte Aufbauten. Neben einem Pritschenwagen und verschiedenen geschlossenen Lieferwagen waren auch eine Wasserwagen, ein Müllwagen, ein Straßengullyentleerer und ein Schneepflug erhältlich. Sogar eine Kehrmaschine mit zwei (baugleichen) Motoren wurde geliefert. Der Kaufpreis für ein Fahrgestell mit Führerhaus belief sich auf £ 451.
Ab 1972 wurde ein größerer Motor mit 750 cm³ Hubraum eingebaut, der 32 bhp (23,5 kW) Leistung abgab. MEBEA in Griechenland baute das Fahrzeug in Lizenz nach.
Trotz aller Vorteile ließen sich in den ersten vier Jahren nur 1.229 Ant verkaufen. Vom stärkeren Modell ab 1972 waren es sogar nur noch 659 Stück in 15 Jahren. Insgesamt wurden 1.888 Exemplare (ohne die in Griechenland gebauten Wagen) gefertigt. 1987 wurde die Fertigung ersatzlos eingestellt.